# Pothyne griseolineata
Pothyne griseolineata là một loài bọ cánh cứng trong họ Cerambycidae.